# دوري شباب أوروبا 2020–21
دوري شباب أوروبا 2020–21 أو دوري شباب اليويفا 2020–21 كان من المقرر أن يكون الموسم الثامن من دوري شباب اليويفا، وهي بطولة أوروبية لأندية كرة القدم للشباب ينظمها اليويفا.
وكما في السنوات السابقة، كان من المخطط إقامة البطولة النهائية، التي تشمل نصف النهائي والنهائي، على ملعب كولوفراي في نيون، سويسرا؛ إلا أنه وبسبب استمرار جائحة فيروس كورونا في أوروبا، تم تعديل صيغة البطولة لتُقام على شكل خروج مغلوب ابتداءً من 2 مارس 2021. وفي 17 فبراير 2021، قررت اللجنة التنفيذية لليويفا إلغاء البطولة.

## الفرق المشاركة
بلغ عدد الفرق المشاركة في دوري شباب اليويفا لموسم 2020–21 ما مجموعه 64 فريقًا من 32 ا تحادًا عضوًا على الأقل من أصل 55 اتحادًا تابعًا لليويفا. وقُسمت الفرق إلى مسارين، كل منهما يتضمن 32 فريقًا:
- مسار دوري الأبطال: يشمل فرق الشباب التابعة للأندية الـ32 التي تأهلت إلى دور المجموعات في دوري أبطال أوروبا 2020–21. وفي حال وجود شواغر (فرق لم تُرسل فرق شباب)، يتم تعويضها بفرق يحددها اليويفا.
- مسار الأبطال المحليين: يضم أبطال بطولات الشباب المحلية (تحت 17 أو 18 أو 19 عامًا) لأفضل 32 اتحادًا وفق تصنيف اليويفا لعام 2019.[4] وإذا وُجدت شواغر (بسبب غياب البطولات المحلية أو تكرار الأندية في المسارين)، تُمنح أولوية المشاركة لحامل اللقب إن لم يكن قد تأهل، ثم تُمنح لفرق الأبطال من الاتحادات التالية في التصنيف.

في أوائل أبريل 2020، أعلن الاتحاد الأوروبي تأجيل الموعد النهائي لتسجيل الفرق بسبب جائحة كورونا.
جميع الفرق المشاركة في "مسار الأبطال المحليين" والمكتوبة بخط مائل كانت قد اختيرت أو أُعلن عنها كأبطال من قبل اتحاداتها الوطنية بعد إنهاء الموسم مبكرًا بسبب الجائحة، وكانت مشاركتها مشروطة بموافقة الاتحاد الأوروبي وفق المبادئ التوجيهية للمشاركة في بطولات أوروبا لموسم 2020–21 في ظل جائحة كوفيد-19.
تم نشر قائمة الفرق المشاركة، والتي تمثل 36 اتحادًا وطنيًا، من قبل اليويفا بتاريخ 7 ديسمبر 2020.
وكان من المقرر أن تسجل الفرق التالية مشاركتها الأولى في البطولة:
- سيلتا فيغو
- لاتسيو
- كولن
- أنجيه
- تشرتانوفو موسكو
- إسطنبول باشاكشهر
- إيه زد ألكمار
- أودنسي
- دينامو مينسك
- غورنيك زابجه
- أوليمبيا ليوبليانا
- فيرينتسفاروش
- ديوجيور
- أبولونيا فيير
- واترفورد

| الترتيب | الاتحاد         | الفرق | الفرق                                                                      |
| الترتيب | الاتحاد         | مسار دوري الأبطال                                                                                        | مسار الأبطال المحليين                                                      |
| ------- | --------------- | --- | -------------------------------------------------------------------------- |
| 1       | إسبانيا         | - ريال مدريد[TH] - برشلونة - أتلتيكو مدريد - إشبيلية                                                     | سيلتا فيغو (2019–20 División de Honor Juvenil U19)[Note ESP]               |
| 2       | إنجلترا         | - ليفربول - مانشستر سيتي[YC] (الدوري الإنجليزي تحت 18 عامًا 2019–20)[Note ENG] - مانشستر يونايتد - تشيلسي |                                                                            |
| 3       | إيطاليا         | - يوفنتوس - إنتر ميلان - أتالانتا[YC] (كامبيوناتو بريمافيرا 1 تحت 19 - 2019–20)[Note ITA] - لاتسيو       |                                                                            |
| 4       | ألمانيا         | - بايرن ميونخ - بوروسيا دورتموند - لايبزيغ - بوروسيا مونشنغلادباخ                                        | كولن (دوري ألمانيا للشباب تحت 19 عامًا 2019–20)[Note GER]                   |
| 5       | فرنسا           | - باريس سان جيرمان - مارسيليا - رين                                                                      | أنجيه (الدوري الوطني الفرنسي تحت 19 عامًا 2019–20)[Note FRA]                |
| 6       | روسيا           | - زينيت سانت بطرسبرغ - لوكوموتيف موسكو - كراسنودار[PO]                                                   | تشيرتانوفو موسكو (دوري الشباب الروسي تحت 17 عامًا 2019–20)[Note RUS]        |
| 7       | البرتغال        | بورتو | بنفيكا (بطولة البرتغال تحت 19 عامًا 2019–20)[Note POR]                      |
| 8       | بلجيكا          | كلوب بروج                                                                                                | جينك (الدوري البلجيكي تحت 18 عامًا 2019–20)[Note BEL]                       |
| 9       | أوكرانيا        | - شاختار دونيتسك - دينامو كييف[PO][YC] (دوري أوكرانيا للشباب تحت 19 عامًا 2019–20)[Note UKR]              |                                                                            |
| 10      | تركيا           | إسطنبول باشاكشهر                                                                                         | غلطة سراي (دوري النخبة تحت 19 عامًا 2019–20)[Note TUR]                      |
| 11      | هولندا          | أياكس | إيه زد ألكمار (الدوري الهولندي تحت 19 عامًا 2019–20)[Note NED]              |
| 12      | النمسا          | ريد بول سالزبورغ[PO][YC] (الدوري النمساوي تحت 18 عامًا 2019–20)[Note AUT]                                 |                                                                            |
| 13      | جمهورية التشيك  | | سبارتا براغ (دوري التشيك تحت 19 عامًا 2019–20)[Note CZE]                    |
| 14      | اليونان         | أولمبياكوس[PO]                                                                                           | باوك (الدوري اليوناني تحت 19 عامًا 2019–20)[Note GRE]                       |
| 15      | كرواتيا         | | دينامو زغرب (الدوري الكرواتي تحت 19 عامًا 2019–20)[Note CRO]                |
| 16      | الدنمارك        | ميتييلاند[PO]                                                                                            | أودنسي (الدوري الدنماركي تحت 19 عامًا 2019–20)                              |
| 17      | سويسرا          | | بازل (الدوري السويسري تحت 18 عامًا 2019–20)[Note SUI]                       |
| 18      | قبرص            | | أبويل نيقوسيا (الدوري القبرصي تحت 19 عامًا 2019–20)[Note CYP]               |
| 19      | صربيا           | | رد ستار بلغراد (الدوري الصربي تحت 19 عامًا 2019–20)[Note SRB]               |
| 20      | إسكتلندا        | | رينجرز (دوري اسكتلندا تحت 18 سنة 2019–20)[Note SCO]                        |
| 21      | بيلاروس         | | دينامو مينسك (دوري بيلاروسيا تحت 18 سنة 2019–20)                           |
| 22      | السويد          | | هاماربي (الدوري السويدي P17 عام 2019)                                      |
| 23      | النرويج         | | روزنبورغ (كأس النرويج تحت 19 سنة 2019)                                     |
| 24      | كازاخستان       | | كيرات (دوري كازاخستان تحت 17 سنة 2019)                                     |
| 25      | بولندا          | | غورنيك زابجه (الدوري البولندي المركزي تحت 18 سنة 2019–20)[Note POL]        |
| 26      | أذربيجان        | | غبالا (دوري أذربيجان تحت 19 سنة 2019–20)[Note AZE]                         |
| 27      | إسرائيل         | | مكابي حيفا [Note ISR]                                                      |
| 28      | بلغاريا         | | لودوغوريتس رازغراد (كأس الاتحاد البلغاري تحت 18 سنة 2019–20)               |
| 29      | رومانيا         | | فيتورول كونستانتسا (دوري النخبة الروماني تحت 19 سنة 2019–20)               |
| 30      | سلوفاكيا        | | جيلينا (دوري سلوفاكيا تحت 19 سنة 2019–20)[Note SVK]                        |
| 31      | سلوفينيا        | | أوليمبيا ليوبليانا (دوري سلوفينيا تحت 19 سنة 2019–20)[Note SVN]            |
| 33      | المجر           | فيرينتسفاروشي[PO]                                                                                        | ديويري إتو[V-LIE] (دوري المجر تحت 19 سنة 2019–20)[Note HUN]                |
| 34      | مقدونيا         | | شكنديا[V-YC] (دوري مقدونيا تحت 19 سنة 2019–20)[Note MKD]                   |
| 35      | مولدوفا         | | شريف تيراسبول[V-YC] (الدوري الوطني المولدوفي تحت 19 سنة 2019–20)[Note MDA] |
| 36      | ألبانيا         | | أبولونيا[V-PO] (دوري ألبانيا الممتاز تحت 19 سنة 2019–20)                   |
| 37      | جمهورية أيرلندا | | ووترفورد[V-PO] (دوري أيرلندا تحت 19 سنة 2019)                              |

| الترتيب | الاتحاد         |
| ------- | --------------- |
| 32      | ليختنشتاين      |
| 38      | فنلندا          |
| 39      | آيسلندا         |
| 40      | البوسنة والهرسك |
| 41      | ليتوانيا        |
| 42      | لاتفيا          |
| 43      | لوكسمبورغ       |

| الترتيب | الاتحاد      |
| ------- | ------------ |
| 44      | أرمينيا      |
| 45      | مالطا        |
| 46      | إستونيا      |
| 47      | جورجيا       |
| 48      | ويلز         |
| 49      | الجبل الأسود |

| الترتيب | الاتحاد          |
| ------- | ---------------- |
| 50      | جزر فارو         |
| 51      | جبل طارق         |
| 52      | أيرلندا الشمالية |
| 53      | كوسوفو           |
| 54      | أندورا           |
| 55      | سان مارينو       |

ملاحظات
1. TH حامل اللقب لدوري شباب الاتحاد الأوروبي لكرة القدم.
2. YC فرق تلعب في مسار دوري أبطال أوروبا لأنها أيضًا أبطال مسابقات الشباب المحلية.
3. PO فرق تلعب في مسار دوري أبطال أوروبا لأن فرقها الأولى تأهلت إلى دور المجموعات عبر مباريات الملحق.
4. V-LIE فريق يشارك في مسار أبطال المسابقات المحلية عبر شاغر ليختنشتاين (لا توجد مسابقة شباب محلية).
5. V-YC فرق تشارك في مسار أبطال المسابقات المحلية من خلال شواغر فرق تأهلت مباشرة إلى دور المجموعات لدوري الأبطال.
6. V-PO فرق تشارك في مسار أبطال المسابقات المحلية من خلال شواغر فرق تأهلت إلى دور المجموعات عبر الملحق.
7. ^ النمسا (AUT): تم إلغاء دوري النمسا تحت 18 سنة لموسم 2019–20 بسبب جائحة فيروس كورونا في النمسا.[17] الفريق المتصدر حين تم إلغاء الدوري، ريد بول سالزبورغ، كان قد تأهل بالفعل إلى مسار دوري أبطال أوروبا عبر الملحق، لذا لم يتم ترشيح فريق للمشاركة في دوري شباب الاتحاد الأوروبي 2020–21 من قبل الاتحاد النمساوي لكرة القدم.
8. ^ أذربيجان (AZE): تم إلغاء دوري أذربيجان تحت 19 سنة لموسم 2019–20 بسبب جائحة فيروس كورونا في أذربيجان.[18] الفريق المتصدر حين تم إلغاء الدوري، غبالا (الذي تم إعلانه بطلاً)، تم ترشيحه لتمثيل البلاد في دوري شباب الاتحاد الأوروبي 2020–21 من قبل اتحاد كرة القدم في أذربيجان.[19]
9. ^ بلجيكا (BEL): تم إلغاء دوري بلجيكا تحت 18 سنة لموسم 2019–20 بسبب جائحة فيروس كورونا في بلجيكا.[20] الفريق المتصدر حين تم إلغاء الدوري، جينك (الذي تم إعلانه بطلاً)، تم ترشيحه للمشاركة في دوري شباب الاتحاد الأوروبي 2020–21 من قبل الاتحاد الملكي البلجيكي لكرة القدم.[21]
10. ^ كرواتيا (CRO): تم إلغاء دوري كرواتيا الأول للناشئين تحت 19 سنة لموسم 2019–20 بسبب جائحة فيروس كورونا في كرواتيا.[22] الفريق المتصدر حين تم الإلغاء (حسب معدل النقاط لكل مباراة)، دينامو زغرب، تم ترشيحه من قبل الاتحاد الكرواتي لكرة القدم للمشاركة في دوري شباب الاتحاد الأوروبي 2020–21 عبر مسار الأبطال المحليين.[23]
11. ^ قبرص (CYP): تم إلغاء دوري قبرص تحت 19 سنة لموسم 2019–20 بسبب جائحة فيروس كورونا في قبرص.[24] الفريق المتصدر حين تم الإلغاء، أبويل، تم ترشيحه من قبل الاتحاد القبرصي لكرة القدم للمشاركة في دوري شباب الاتحاد الأوروبي 2020–21 عبر مسار الأبطال المحليين.[25]
12. ^ التشيك (CZE): تم إلغاء دوري التشيك تحت 19 سنة لموسم 2019–20 بسبب جائحة فيروس كورونا في التشيك.[26] الفريق المتصدر حين تم الإلغاء، سلافيا براغ (والذي تم إعلانه بطلاً)، تم اختياره للمشاركة في دوري شباب الاتحاد الأوروبي 2020–21 من قبل الاتحاد التشيكي لكرة القدم ضمن مسار أبطال المسابقات المحلية.[27]
13. ^ إنجلترا (ENG): تم إلغاء الدوري الإنجليزي الممتاز تحت 18 سنة لموسم 2019–20 بسبب جائحة فيروس كورونا في إنجلترا.[28] الفريق المتصدر بناءً على معدل النقاط لكل مباراة، مانشستر سيتي (الذي تم إعلانه بطلاً)، كان قد تأهل بالفعل إلى مسار دوري أبطال أوروبا، لذلك لم يتم ترشيح أي فريق للمشاركة في دوري شباب الاتحاد الأوروبي 2020–21 من قبل الاتحاد الإنجليزي لكرة القدم.[29]
14. ^ فرنسا (FRA): تم إلغاء الدوري الفرنسي الوطني تحت 19 سنة  [لغات أخرى]‏ لموسم 2019–20 بسبب جائحة فيروس كورونا في فرنسا.[30] الفريق المتصدر حسب معدل النقاط لكل مباراة، أنجيه، تم اختياره لتمثيل فرنسا في دوري شباب الاتحاد الأوروبي 2020–21 من قبل الاتحاد الفرنسي لكرة القدم عبر مسار أبطال المسابقات المحلية.[31]
15. ^ ألمانيا (GER): تم إلغاء دوري ألمانيا تحت 19 سنة (A-Junioren-Bundesliga) لموسم 2019–20 بسبب جائحة فيروس كورونا في ألمانيا.[32] الفريق الفائز بقرعة أجريت بين الفرق المتصدرة في الأقسام الثلاثة وقت الإلغاء، كولن، تم اختياره للمشاركة في دوري شباب الاتحاد الأوروبي 2020–21 من قبل الاتحاد الألماني لكرة القدم عبر مسار أبطال المسابقات المحلية.[33]
16. ^ اليونان (GRE): تم إلغاء دوري Superleague K19 لموسم 2019–20 بسبب جائحة فيروس كورونا في اليونان. الفريق المتصدر وقت الإلغاء، باوك (والذي تم تتويجه بالفعل كبطل)،[34] تم ترشيحه للمشاركة في دوري شباب الاتحاد الأوروبي 2020–21 من قبل الاتحاد الهيليني لكرة القدم ضمن مسار أبطال المسابقات المحلية.[35]
17. ^ المجر (HUN): تم إلغاء دوري المجر تحت 19 سنة لموسم 2019–20 بسبب جائحة فيروس كورونا في المجر. الفريق المتصدر وقت الإلغاء، ديويري إتو، تم ترشيحه للمشاركة في دوري شباب الاتحاد الأوروبي 2020–21 من قبل الاتحاد المجري لكرة القدم عبر مسار أبطال المسابقات المحلية.[36]
18. ^ إيطاليا (ITA): تم إلغاء دوري تحت 19 سنة Campionato Primavera 1 لموسم 2019–20 بسبب جائحة فيروس كورونا في إيطاليا.[37] الفريق المتصدر حين الإلغاء، أتالانتا (والذي تم تتويجه بطلاً)، كان قد تأهل بالفعل لمسار دوري أبطال أوروبا، لذا لم يتم اختيار أي فريق آخر للمشاركة عبر مسار أبطال الدوريات المحلية من قبل الاتحاد الإيطالي لكرة القدم.[38]
19. ^ مولدوفا (MDA): تم إلغاء دوري تحت 19 سنة الوطني لموسم 2019–20 بسبب جائحة فيروس كورونا في مولدوفا.[39] الفريق المتصدر وقت الإلغاء، شريف تيراسبول (والذي تم تتويجه بطلاً)، تم ترشيحه للمشاركة في دوري شباب الاتحاد الأوروبي 2020–21 من قبل الاتحاد المولدوفي لكرة القدم عبر مسار أبطال الدوريات المحلية.[40]
20. ^ هولندا (NED): تم إلغاء دوري Eredivisie U19 لموسم 2019–20 بسبب جائحة فيروس كورونا في هولندا. الفريق المتصدر وقت الإلغاء، إيه زد ألكمار، تم اختياره لتمثيل هولندا في دوري شباب الاتحاد الأوروبي عبر الاتحاد الملكي الهولندي لكرة القدم ضمن مسار أبطال المسابقات المحلية.[41]
21. ^ مقدونيا الشمالية (MKD): تم إلغاء دوري تحت 19 سنة المقدوني لموسم 2019–20 بسبب جائحة فيروس كورونا في مقدونيا الشمالية.[42] الفريق المتصدر وقت الإلغاء، شكنديا، تم ترشيحه من قبل اتحاد مقدونيا الشمالية لكرة القدم للمشاركة في دوري شباب الاتحاد الأوروبي عبر مسار أبطال المسابقات المحلية.[43]
22. ^ سويسرا (SUI): تم إلغاء دوري سويسرا تحت 18 لموسم 2019–20 بسبب جائحة فيروس كورونا في سويسرا.[44] الفريق المتصدر وقت الإلغاء، بازل، تم اختياره للمشاركة في دوري شباب الاتحاد الأوروبي 2020–21 من قبل الاتحاد السويسري لكرة القدم عبر مسار أبطال الدوريات المحلية.
23. ^ تركيا (TUR): تم إلغاء دوري النخبة تحت 19 لموسم 2019–20 بسبب جائحة فيروس كورونا في تركيا.[45] الفريق المتصدر وقت الإلغاء، غلطة سراي، تم اختياره لتمثيل تركيا في دوري شباب الاتحاد الأوروبي 2020–21 من قبل الاتحاد التركي لكرة القدم عبر مسار أبطال الدوريات المحلية.[46]
24. ^ أوكرانيا (UKR): تم إلغاء دوري أوكرانيا تحت 19 لموسم 2019–20 بسبب جائحة فيروس كورونا في أوكرانيا.[47] الفريق المتصدر وقت الإلغاء، دينامو كييف (والذي تم تتويجه بطلاً)، كان قد تأهل مسبقاً عبر الأدوار الإقصائية لمسار دوري أبطال أوروبا، لذلك لم يتم اختيار فريق آخر لتمثيل أوكرانيا عبر مسار أبطال الدوريات المحلية من قبل الاتحاد الأوكراني لكرة القدم.[48]

## الفرق
كان يجب أن يكون اللاعبون من مواليد 1 يناير 2002 أو بعده، مع السماح بحد أقصى يبلغ خمسة لاعبين من مواليد الفترة بين 1 يناير 2001 و31 ديسمبر 2001 ضمن قائمة الفريق المكونة من 40 لاعبًا، وبحد أقصى ثلاثة من هؤلاء في كل مباراة.

## مواعيد الأدوار والقرعة
كان من المخطط أن تُقام جميع قرعات البطولة في مقر الاتحاد الأوروبي لكرة القدم في نيون، سويسرا. وكان من المفترض أن تبدأ البطولة في سبتمبر 2020، لكنها تأجلت مبدئيًا إلى أكتوبر بسبب جائحة فيروس كورونا في أوروبا، مما تسبب في تأجيل مرحلة المجموعات من دوري أبطال أوروبا 2020–21. ومع استمرار الجائحة في أوروبا، أعلن الاتحاد الأوروبي لكرة القدم في 24 سبتمبر 2020 عن صيغة جديدة للبطولة، حيث تم استبدال مرحلة المجموعات في مسار دوري الأبطال والمباريات الإقصائية ذهابًا وإيابًا في مسار الأبطال المحليين، بجميع الأدوار بصيغة خروج المغلوب من مباراة واحدة فقط.
| الدور       | القرعة               | التواريخ                            |
| ----------- | -------------------- | ----------------------------------- |
| دور الـ64   | 27 يناير 2021        | 2–3 مارس 2021                       |
| دور الـ32   | 12 مارس 2021 (صباحًا) | 6–7 أبريل 2021                      |
| دور الـ16   | أُلغي                 | 20–21 أبريل 2021                    |
| ربع النهائي | أُلغي                 | 4–5 مايو 2021                       |
| نصف النهائي | أُلغي                 | 17 مايو 2021 في ملعب كولوفراي، نيون |
| النهائي     | أُلغي                 | 20 مايو 2021 في ملعب كولوفراي، نيون |

تم الإعلان عن الجدول الأصلي للبطولة في يونيو 2020، حيث كان من المقرر إجراء جميع القرعات في مقر الاتحاد الأوروبي في نيون، سويسرا، ما لم يُذكر خلاف ذلك.
| المرحلة                                | الدور          | تاريخ القرعة          | مباراة الذهاب                        | مباراة الإياب                        |
| -------------------------------------- | -------------- | --------------------- | ------------------------------------ | ------------------------------------ |
| مسار دوري أبطال أوروبا مرحلة المجموعات | اليوم الأول    | 1 أكتوبر 2020 (أثينا) | 20–21 أكتوبر 2020                    | 20–21 أكتوبر 2020                    |
| مسار دوري أبطال أوروبا مرحلة المجموعات | اليوم الثاني   | 1 أكتوبر 2020 (أثينا) | 27–28 أكتوبر 2020                    | 27–28 أكتوبر 2020                    |
| مسار دوري أبطال أوروبا مرحلة المجموعات | اليوم الثالث   | 1 أكتوبر 2020 (أثينا) | 3–4 نوفمبر 2020                      | 3–4 نوفمبر 2020                      |
| مسار دوري أبطال أوروبا مرحلة المجموعات | اليوم الرابع   | 1 أكتوبر 2020 (أثينا) | 24–25 نوفمبر 2020                    | 24–25 نوفمبر 2020                    |
| مسار دوري أبطال أوروبا مرحلة المجموعات | اليوم الخامس   | 1 أكتوبر 2020 (أثينا) | 1–2 ديسمبر 2020                      | 1–2 ديسمبر 2020                      |
| مسار دوري أبطال أوروبا مرحلة المجموعات | اليوم السادس   | 1 أكتوبر 2020 (أثينا) | 8–9 ديسمبر 2020                      | 8–9 ديسمبر 2020                      |
| مسار الأبطال المحليين                  | الدور الأول    | 6 أكتوبر 2020         | 21 أكتوبر 2020                       | 4 نوفمبر 2020                        |
| مسار الأبطال المحليين                  | الدور الثاني   | 6 أكتوبر 2020         | 25 نوفمبر 2020                       | 9 ديسمبر 2020                        |
| مرحلة خروج المغلوب                     | مباريات الملحق | 15 ديسمبر 2020        | 9–10 فبراير 2021                     | 9–10 فبراير 2021                     |
| مرحلة خروج المغلوب                     | دور الـ16      | 12 فبراير 2021        | 2–3 مارس 2021                        | 2–3 مارس 2021                        |
| مرحلة خروج المغلوب                     | ربع النهائي    | 12 فبراير 2021        | 16–17 مارس 2021                      | 16–17 مارس 2021                      |
| مرحلة خروج المغلوب                     | نصف النهائي    | 12 فبراير 2021        | 23 أبريل 2021 في ملعب كولوفراي، نيون | 23 أبريل 2021 في ملعب كولوفراي، نيون |
| مرحلة خروج المغلوب                     | النهائي        | 12 فبراير 2021        | 26 أبريل 2021 في ملعب كولوفراي، نيون | 26 أبريل 2021 في ملعب كولوفراي، نيون |

## دور الـ64
| المجموعة 1                                                                                                   | المجموعة 2                                                                                               | المجموعة 3 | المجموعة 4 |
| --- | --- | --- | --- |
| - إشبيلية - مانشستر سيتي - إنتر ميلان - بايرن ميونخ - باريس سان جيرمان - بورتو - شاختار دونيتسك - أولمبياكوس | - ريال مدريد - مانشستر يونايتد - أتالانتا - لايبزيغ - كراسنودار - كلوب بروج - إسطنبول باشاك شهير - أياكس | - أتلتيكو مدريد - تشيلسي - يوفنتوس - بوروسيا دورتموند - رين - زينيت سانت بطرسبرغ - ريد بول سالزبورغ - ميتييلاند | - برشلونة - ليفربول - لاتسيو - بوروسيا مونشنغلادباخ - مارسيليا - لوكوموتيف موسكو - دينامو كييف - فيرينتسفاروش |

| المجموعة 1 | المجموعة 2                                                                               | المجموعة 3                                                                     | المجموعة 4 |
| --- | ---------------------------------------------------------------------------------------- | ------------------------------------------------------------------------------ | --- |
| - سيلتا فيغو - باوك - أبويل - غورنيك زابجه - فيتورول كونستانتسا - أوليمبيا ليوبليانا - ديوجيري إتو - أبولونيا | - كولن - غلطة سراي - إي زد ألكمار - دينامو زغرب - رينجرز - هاماربي - روزنبورغ - واترفورد | - أنجيه - بنفيكا - جينك - سلافيا براغ - أودينسي - بازل - النجم الأحمر - جيلينا | - تشرتانوفو موسكو - دينامو مينسك - كايرات - غابالا - مكابي حيفا - لودوغوريتس رازغراد - شكنديا - شيريف تيراسبول |

### الملخص
كان من المقرر إقامة المباريات في 24 فبراير، و2 و3 و4 مارس 2021.
| إياب                          | النتيجة | ذهاب               |
| ----------------------------- | ------- | ------------------ |
| مسار دوري أبطال أوروبا للشباب |         |                    |
| أولمبياكوس                    | 3 Mar   | مانشستر سيتي       |
| إنتر ميلان                    | 3 Mar   | بايرن ميونخ        |
| إشبيلية                       | 3 Mar   | باريس سان جيرمان   |
| شاختار دونيتسك                | 3 Mar   | بورتو              |
| أياكس                         | 3 Mar   | كراسنودار          |
| مانشستر يونايتد               | 2 Mar   | ريال مدريد         |
| إسطنبول باشاك شهير            | 2 Mar   | كلوب بروج          |
| أتالانتا                      | 2 Mar   | لايبزيغ            |
| زينيت سانت بطرسبرغ            | 3 Mar   | رين                |
| يوفنتوس                       | 2 Mar   | بوروسيا دورتموند   |
| ميتييلاند                     | 3 Mar   | أتلتيكو مدريد      |
| تشيلسي                        | 3 Mar   | ريد بول سالزبورغ   |
| ليفربول                       | 2 Mar   | مارسيليا           |
| دينامو كييف                   | 2 Mar   | برشلونة            |
| لوكوموتيف موسكو               | 3 Mar   | فيرينتسفاروش       |
| بوروسيا مونشنغلادباخ          | 2 Mar   | لاتسيو             |
| مسار الأبطال المحليين         |         |                    |
| غورنيك زابجه                  | 3 Mar   | باوك               |
| ليوبليانا                     | 3 Mar   | سيلتا فيغو         |
| أبويل                         | 3 Mar   | فيتورول كونستانتا  |
| أبولونيا                      | 2 Mar   | ديوجيري إتو        |
| دينامو زغرب                   | 3 Mar   | روزنبورغ           |
| هاماربي                       | 3 Mar   | واترفورد           |
| غلطة سراي                     | 2 Mar   | إي زد ألكمار       |
| رينجرز                        | 2 Mar   | كولن               |
| أنجيه                         | 2 Mar   | النجم الأحمر       |
| جينك                          | 3 Mar   | جيلينا             |
| سلافيا براغ                   | 2 Mar   | بنفيكا             |
| بازل                          | 24 Feb  | أودينسي            |
| شيريف تيراسبول                | 2 Mar   | كايرات             |
| تشرتانوفو موسكو               | 2 Mar   | مكابي حيفا         |
| دينامو مينسك                  | 3 Mar   | لودوغوريتس رازغراد |
| شكنديا                        | 4 Mar   | غابالا             |

## دور الـ32
كان من المقرر إجراء قرعة دور الـ32 في 12 مارس 2021 (صباحًا). تم تقسيم الفرق الـ16 الفائزة من دور الـ64 من مسار دوري أبطال أوروبا للشباب والفرق الـ16 الفائزة من مسار الأبطال المحليين إلى قسمين، وبدون تصنيفات. لا يمكن سحب فرق من نفس الاتحاد ضد بعضها البعض في مسار دوري أبطال أوروبا.
كان من المقرر إقامة المباريات يومي 6 و7 أبريل 2021.

## دور الـ16
كان من المقرر إجراء قرعة دور الـ16 وما بعده في 12 مارس 2021 (مساءً). تم دمج الفرق الثمانية الفائزة من مسار دوري أبطال أوروبا مع الفرق الثمانية الفائزة من مسار الأبطال المحليين، حيث لم تكن هوية الفرق معروفة وقت القرعة.
كان من المقرر إقامة المباريات يومي 20 و21 أبريل 2021.

## ربع النهائي
كان من المقرر إقامة المباريات في 4 و5 مايو 2021.

## نصف النهائي
كان من المقرر إقامة المباريات في 17 مايو 2021 على ملعب كولوفراي في نيون.

## النهائي
كان من المقرر إقامة المباراة النهائية في 20 مايو 2021 على ملعب كولوفراي في نيون.

## وصلات خارجية
- الموقع الرسمي